# An-Na’imijja
An-Na’imijja (arab. النعيمية) – miejscowość w Syrii, w muhafazie Hama. W 2004 roku liczyła 1226 mieszkańców.